# Ummidia rugosa
Espèce
Synonymes
- Pachylomerus rugosus Karsch, 1880
- Hebestatis lanthanus Valerio, 1988

Ummidia rugosa est une espèce d'araignées mygalomorphes de la famille des Halonoproctidae.

## Distribution
Cette espèce se rencontre au Costa Rica et au Nicaragua.

## Description
La carapace de la femelle holotype mesure 5,3 mm et l'abdomen 8 mm.

## Systématique et taxinomie
Cette espèce a été décrite sous le protonyme Pachylomerus rugosus par Karsch en 1880. Elle est placée dans le genre Pachylomerides par Strand en 1934 puis dans le genre Ummidia par Roewer en 1955.

## Publication originale
- Karsch, 1880 : « Arachnologische Blätter (Decas I). » Zeitschrift für die gesammten Naturwissenschaft, Dritte Folge, vol. 5, p. 373-409.